# La divina tragedia 〜魔曲〜
「la divina tragedia 〜魔曲〜」（ラ・ディヴィーナ・トラジェディア まきょく）は、JIMANGの2作目のシングル。2009年9月16日にフロンティアワークスから発売された。

## 概要
- 前作「じまんぐの世界 〜Core〜」から約1年10カ月ぶりのリリース。
- 表題曲「la divina tragedia 〜魔曲〜」は、テレビアニメ『うみねこのなく頃に』のエンディングテーマとして使用された。
- CDジャケットには、ベアトリーチェが描かれている。
- 初回特典として『うみねこのなく頃に』のキャラクタータロットカードが封入されている。

## 解説

### la divina tragedia～魔曲～
『うみねこのなく頃に』のストーリーを聞き、ゲーム版や資料などに目を通したJIMANGは当初、戦人のイメージで楽曲の構想を練っていた。しかし、フロンティアワークスの音楽プロデューサーである若林豪から、金蔵のイメージである「重厚」「咆哮」「狂気」をテーマに、哀愁を漂わせる雰囲気で作るように指定された。テーマを指定された際の心境や楽曲の工夫点について、JIMANGは次のように語っている。
本楽曲の歌詞は、右代宮家を再興する金蔵の様子をイメージしながら作り上げた。また、作品の世界観や金蔵の狂気性を表現すると同時に、自分なりのメッセージも込めている。金蔵のキャラを借りて、「人生の厳しさや意味」を伝えている。

### 蘇生伝
緊張と緩和の融合を意識して作られた楽曲。表題曲と同様に、『うみねこのなく頃に』の世界観を意識して作られている。
本楽曲のメッセージについて、JIMANGは次のように語っている。

## 収録曲
| 全作詞・作曲・編曲: JIMANG。 |                                               |        |            |       |
| #                            | タイトル                                      | 作詞   | 作曲・編曲 | 時間  |
| 1.                           | 「la divina tragedia 〜魔曲〜」               | JIMANG | JIMANG     | 04:47 |
| 2.                           | 「蘇生伝」                                    | JIMANG | JIMANG     | 05:27 |
| 3.                           | 「la divina tragedia 〜魔曲〜」(Instrumental) | JIMANG | JIMANG     | 04:47 |
| 4.                           | 「蘇生伝」(Instrumental)                      | JIMANG | JIMANG     | 05:25 |
| 合計時間:                    | 合計時間:                                     | 20:26  |            |       |

## タイアップ
| 曲名                        | タイアップ                                           |
| --------------------------- | ---------------------------------------------------- |
| la divina tragedia 〜魔曲〜 | テレビアニメ『うみねこのなく頃に』エンディングテーマ |